# Myllenyxis pyramida
Myllenyxis pyramida är en stekelart som beskrevs av Kamath och Gupta 1972. Myllenyxis pyramida ingår i släktet Myllenyxis och familjen brokparasitsteklar. Inga underarter finns listade i Catalogue of Life.